# Nora Aceval
Nora Aceval, née en 1953 à Tousnina (Algérie), est une conteuse et écrivaine franco-algérienne qui collecte et publie des contes pour adultes, ainsi que plusieurs ouvrages de littérature d'enfance et de jeunesse.

## Biographie
Conteuse traditionnelle à voix nue, elle est née d'un père français d'Algérie et d'une mère algérienne, le 14 septembre 1953, à Tousnina sur les Hauts-Plateaux de Tiaret dans le Sud-Ouest algérien. Son enfance entre Tousnina et Sougueur est bercée par les contes populaires que disaient les femmes de la tribu des Ouled Sidi Khaled. Elle quitte le pays à l'âge de 23 ans et s'installe à Creil dans l'Oise. Elle est aujourd'hui retraitée de l’Éducation nationale.
Nora Aceval est titulaire d'un diplôme d'État d'Infirmière. À 39 ans, en parallèle de son métier d’infirmière, elle s’inscrit à l’université Sorbonne-Paris-Nord. Elle obtient une maîtrise de lettres modernes, et affirme sa vocation de conteuse. À partir de « 1988, date de mon premier conte collecté dans cette perspective de sauvegarde », elle entreprend un travail de collecte de contes sur le terrain, plus particulièrement en Algérie, dans la région du djebel Amour. Elle conte, traduit, transcrit et écrit les contes, surnommée par ses admirateurs « La femme aux 1 001 contes ». Son premier ouvrage date de 2000, Ghazali le bédouin, suivi de plus de 15 autres livres.

## Œuvres
- Contes soufis de la tradition populaire, Neuilly-sur-Seine, Al Manar, 2020
- Le moulin magique et autres contes du Maghreb pour les enfants (préf. Leïla Sebbar, ill. Diane de Bournazel), Neuilly-sur-Seine, Al Manar, 2008
- Ma mère m’a tué, mon père m’a mangé, ma sœur m’a sauvé (ill. Timothy Georgarakis), Forcalquier, Mais je rêve !, 2018
- Le Fil des femmes, Montreuil-sur-Brèche, Diaphane, 2013
- La Femme de Djiha (ill. Sébastien Pignon), Neuilly-sur-Seine, Al Manar, 2013
- La Chamelle (ill. Sébastien Pignon), Neuilly-sur-Seine, Al Manar, 2011
- La Science des femmes et de l’amour (ill. Sébastien Pignon), Neuilly-sur-Seine, Al Manar, 2009
- Contes libertins du Maghreb (préf. Leïla Sebbar, ill. Sébastien Pignon), Neuilly-sur-Seine, Al Manar, 2008[7]
- Paroles immigrées (préf. Habib Tengour, ill. Sébastien Pignon), Paris, L’Harmattan, 2008 (en coll. avec Bernard Zimmermann)
- Le Loup et la colombe (ill. Michel Galvin), Paris, Seuil Jeunesse, 2008
- Le Prince tisserand (ill. Laureen Topalian), Paris, Sorbier, coll. « Au berceau du monde », 2007 (prix Saint-Exupéry, 2008)
- L’Élève du magicien (ill. Emre Orhun, calligraphie de B. Zerouki), Paris, Sorbier, 2007
- Hadidouène et l’âne de l’ogresse (ill. Merlin), Paris, Seuil Jeunesse, 2007
- Les Babouches d’Abou Kassem (ill. A. Guilloppé), Paris, Seuil Jeunesse, 2007
- Parures et paroles, Creil, Médiathèque de Creil, 2007
- Contes du Djebel Amour (ill. Élène Usdin), Paris, Seuil, 2006
- Contes et traditions d’Algérie, Flies-France, Aux origines du monde, 2005
- L’Algérie des contes et légendes (hauts plateaux de Tiaret), Paris, Maisonneuve et Larose, 2003
- Ghazali le bédouin (ill. Boubaker Ayadi), G&g, 2000[8]

### Participation à des ouvrages collectifs
- L'Enfance des Français d'Algérie avant 1962, coord. par Leïla Sebbar, Bleu autour, 2014
- L’Algérie et la France, dictionnaire. éd. Robert Laffont, coll. « Bouquins », 2008
- Mon père, sous la direction de Leïla Sebbar, Chèvrefeuille étoilée, 2007
- C’était leur France, coord. par Leïla Sebbar, Gallimard, 2007
- Les Métamorphoses du conte, éd. P.I.E.- Peter Lang. Actes de colloque (exposés de la BNF) — « Contes de femmes entre elles au Maghreb » p. 111, 2004
- Imaginaire du jeune méditerranéen, éd. L’Harmattan, Paris 2002. Actes de colloques — « Du désert à la mer : de la bédouinité à la sédentarité », 2002

## Vidéographie
- « La femme des étoiles : un conte de Nora Aceval », sur Youtube, 2021
- « "La pomme subtilisée", conte de sagesse dit par Nora ACEVAL. Honnêteté, loyauté, récompense... », sur Youtube, 2021
- « La prière du berger », sur noraaceval.com, 2020
- « Le cheval du sultan », sur noraaceval.com, 2020
- « Nora Aceval : Conteuse de "La femme de Djha, plus rusée que le diable" », sur Youtube, 2014
- « L'invité de Dieu, raconté par Nora Aceval », sur Youtube, 2013
- « خارفتك ما خارفتك - Le crâne qui parle, épisode 11 », sur Youtube,‎ 2013
- « Jazia et les 40 déménagements, par Nora Aceval جزية و الربعين رحلة », sur Youtube,‎ 2013
- « Nora Aceval, conteuse - France-Algérie - Festival du conte du Québec - 091016 », sur Youtube, 2009